# 東京都の再開発の一覧
東京都の再開発の一覧（とうきょうとのさいかいはつのいちらん）では、東京都での完成済み、建設中、または計画中の都市再開発事業を一覧で列挙する。土地区画整理事業については、東京都の土地区画整理事業一覧を参照。そのほか、都市再生特別地区・民間都市再生事業計画も参照。

## 23区

### 千代田区
- 東京駅周辺
  - 東京ステーションシティ、グランルーフ開設、丸の内駅舎の復原
  - 日本国有鉄道本社ビル再開発（丸の内オアゾ）
  - 東京中央郵便局#再開発計画（JPタワー）
- 永田町ホテルニュージャパン跡地再開発（プルデンシャルタワー）
- 大手町連鎖型都市再生プロジェクト
  - 大手町一丁目地区第一種市街地再開発事業（日経ビル・JAビル・経団連会館）
  - 大手町一丁目第2地区第一種市街地再開発事業（大手町フィナンシャルシティ）
  - 大手町一丁目第3地区第一種市街地再開発（大手町フィナンシャルシティグランキューブ）
  - 常盤橋街区再開発事業（TOKYO TORCH）
  - 大手町二丁目地区第一種市街地再開発事業（大手町プレイス）
- 大手町タワー - みずほ銀行大手町本部ビル（旧富士銀行本店）と大手町フィナンシャルセンターの跡地を再開発
- 霞が関三丁目南地区第一種市街地再開発事業・中央合同庁舎第7号館整備等事業（霞が関コモンゲート）
- 平河町二丁目東部南市街地再開発事業（平河町森タワー/同レジデンス）
- 東京ミッドタウン日比谷（東京ミッドタウン）
- 有楽町駅周辺
  - 有楽町駅前再開発事業（有楽町センタービル）
  - 有楽町駅前第1地区第一種市街地再開発事業（有楽町イトシア）
- 秋葉原駅周辺
  - 秋葉原地区土地区画整理事業（秋葉原クロスフィールド）- 旧神田市場跡地（大森市場に移転）など
  - 神田練塀町地区第一種市街地再開発事業（住友不動産秋葉原駅前ビル）
  - 外神田一丁目計画(住友不動産秋葉原万世橋プロジェクト)
- 神田地区
  - 神保町一丁目南部地区第一種市街地再開発事業（ジェイシティ東京）
  - 西神田三丁目北部西市街地再開発事業（千代田ファーストビル西館・ラ・トゥール千代田）
  - 西神田三丁目北部東市街地再開発事業（千代田ファーストビル東館）
  - 淡路町二丁目西部市街地再開発事業（ワテラス）
  - 神田小川町三丁目西A地区市街地再開発事業
  - 神田錦町三丁目南部東地区再開発事業
- 飯田橋駅周辺
  - 飯田橋地区再開発（飯田橋セントラルプラザ「飯田橋ラムラ」）
  - 飯田橋駅西口地区第一種市街地再開発事業（飯田橋グラン・ブルーム・パークコート千代田富士見ザ タワー）
  - 飯田橋駅中央地区再開発事業
  - 飯田橋3-9周辺地区再開発事業
  - 飯田橋駅東地区市街地再開発事業
  - 富士見二丁目北部地区第一種市街地再開発事業（飯田橋プラーノ・プラウドタワー千代田富士見）
  - 富士見二丁目3番街区市街地再開発事業
- 麹町四丁目地区第一種市街地再開発事業（クリスタルシティー）
- 九段南一丁目地区再開発事業
- 東京ガーデンテラス紀尾井町 - 赤坂プリンスホテル跡地の再開発

### 中央区
- 東京駅周辺
  - 東京駅前八重洲一丁目東地区市街地再開発事業（TOFROM YAESU）
  - 八重洲一丁目北地区再開発事業
  - 八重洲二丁目中地区再開発事業
  - 東京ミッドタウン八重洲（東京ミッドタウン）
- 日本橋地区
  - 日本橋三井タワー（三井本館隣大型複合再開発ビル、日本橋東京都市計画日本橋室町二丁目特定街区）
  - 日本橋人形町一丁目地区市街地再開発事業（リガーレ日本橋人形町）
  - 日本橋浜町三丁目西部再開発事業（トルナーレ日本橋浜町）
  - 日本橋室町三丁目地区第一種市街地再開発事業（日本橋室町三井タワー）
  - 日本橋二丁目地区第一種市街地再開発事業（日本橋高島屋三井ビルディング、太陽生命日本橋ビル）
  - 日本橋二丁目地区都市再生特別地区（東京日本橋タワーほか）
  - 日本橋室町東地区開発（室町東三井ビルディングほか）
  - 箱崎地区第一種市街地再開発事業（日本橋箱崎ビル）
  - 日本橋一丁目中地区再開発事業
  - 日本橋一丁目1・2番街区再開発事業
  - 日本橋一丁目東地区市街地再開発事業
  - 日本橋室町一丁目地区再開発事業
- 銀座六丁目10地区市街地再開発事業（GINZA SIX）
- 歌舞伎座タワー - 歌舞伎座建替えによる再開発
- 京橋二丁目西市街地再開発事業（京橋エドグラン）
- 勝どき地区
  - 勝どき駅前市街地再開発事業（勝どきビュータワー）
  - 勝どき駅南側8・9番地区再開発事業
  - 勝どき駅南側10〜17番地区再開発事業
  - 勝どき六丁目地区第一種市街地再開発事業 （THE TOKYO TOWERS）
  - 勝どき五丁目地区第一種市街地再開発事業（KACHIDOKI THE TOWER）
  - 勝どき一丁目市街地再開発事業
  - 勝どき東地区第一種市街地再開発事業（パークタワー勝どきミッド・サウス）
- 晴海地区
  - 晴海アイランドトリトンスクエア
  - 晴海三丁目西市街地再開発事業
- 月島地区
  - 月島駅前地区市街地再開発事業（ムーンアイランドタワー）
  - 月島一丁目3、4、5番地区第一種市街地再開発事業（キャピタルゲートプレイス）
  - 月島一丁目西仲通り地区第一種市街地再開発事業
  - 月島三丁目南地区市街地再開発事業
- 新川二丁目市街地再開発事業（Sタワー）
- 湊二丁目東地区第一種市街地再開発事業（パークシティ中央湊 ザ タワー）
- 築地市場跡地再開発計画 - 豊洲市場へ移転後の跡地再開発
- 築地一丁目地区再開発事業
- 京橋三丁目東地区再開発事業
- 八丁堀三丁目地区再開発事業

### 港区
- 新橋駅西口市街地改造事業（ニュー新橋ビル）
- 新橋駅東口地区再開発事業
- 新橋田村町地区第一種市街地再開発事業（日比谷フォートタワー）
- 虎ノ門ヒルズ
  - 環状2号線新橋・虎ノ門地区第二種市街地再開発事業（虎ノ門ヒルズ 森タワー）
  - 虎ノ門一丁目地区第一種市街地再開発事業（虎ノ門ヒルズ ビジネスタワー）
  - 虎ノ門一・二丁目地区第一種市街地再開発事業（虎ノ門ヒルズ ステーションタワーほか）
- 六本木地区
  - 六本木六丁目地区第一種市街地再開発事業（六本木ヒルズ）
  - 六本木一丁目西地区第一種市街地再開発事業（泉ガーデンタワー）
  - 六本木一丁目南市街地再開発事業（パークコート六本木ヒルトップ）
  - 六本木三丁目市街地再開発事業（THE ROPPONGI TOKYO）
  - 六本木三丁目東地区第一種市街地再開発事業（住友不動産六本木グランドタワー）
  - 六本木五丁目西地区第一種市街地再開発事業
- 虎ノ門・六本木地区第一種市街地再開発事業（アークヒルズ仙石山森タワー）
- 赤坂・六本木地区第一種市街地再開発事業（アークヒルズ）
- 赤坂地区
  - 赤坂四丁目薬研坂南地区市街地再開発（パークコート赤坂 ザ タワー）
  - 赤坂一丁目地区第一種市街地再開発事業（赤坂インターシティAIR）
  - 赤坂二・六丁目地区開発計画
  - 赤坂九丁目北地区第一種市街地再開発事業（パークコート赤坂檜町ザ タワー）
  - 赤坂九丁目地区開発事業（東京ミッドタウン） - 再開発地区計画（現在の再開発等促進区に相当）によるが、市街地再開発事業ではない。
- 虎ノ門・麻布台地区第一種市街地再開発事業（麻布台ヒルズ）
- 虎ノ門駅前地区第一種市街地再開発事業（東京虎ノ門グローバルスクエア）
- 虎ノ門二丁目地区第一種市街地再開発事業（虎の門病院建て替え・虎ノ門アルセアタワー）
- 白金地区
  - 白金一丁目東市街地再開発事業（白金アエルシティ）
  - 白金一丁目北部市街地再開発事業
  - 白金一丁目東部北地区第一種市街地再開発事業
  - 白金一丁目西部中地区第一種市街地再開発事業
- 三田地区
  - 三田小山町市街地再開発事業・同町東市街地再開発事業（シティタワー麻布十番・パークコート麻布十番 ザ タワー） - 三田一丁目
  - 三田三・四丁目地区再開発事業（住友不動産東京三田ガーデンタワーほか）
  - 三田五丁目西地区市街地再開発事業
- 西麻布三丁目北東地区第一種市街地再開発事業
- 愛宕グリーンヒルズ
- 浜松町一丁目地区第一種市街地再開発事業（パークコート浜離宮ザ タワー）
- 浜松町ニ丁目地区第一種市街地再開発事業
- 品川駅東口再開発地区計画（品川グランドコモンズ・品川インターシティ） - 区画整理事業による。
- 田町駅前西口市街地再開発事業
- 田町駅前東口地区第一種市街地再開発事業
- 泉岳寺駅地区第⼆種市街地再開発事業
- 泉岳寺周辺地区市街地再開発事業
- 芝浦#再開発（芝浦アイランドほか）
- 高輪ゲートウェイ駅周辺（TAKANAWA GATEWAY CITY） - 2020年に暫定開業した新駅周辺では5棟の建造物などの建設計画がある。

### 新宿区
- 新宿駅周辺（山手線以西）
  - 京王プラザホテル（淀橋浄水場跡地）
  - 西新宿三丁目西地区再開発
  - 西新宿五丁目中央北地区第一種市街地再開発事業（ザ・パークハウス西新宿タワー60）
  - 西新宿五丁目中央南地区第一種市街地再開発事業（パークタワー西新宿）
  - 西新宿五丁目北地区防災街区整備事業（住友不動産新宿ファーストタワー 及びシティタワー新宿）
  - 西新宿六丁目東市街地再開発事業（新宿アイランドタワー）
  - 西新宿六丁目西第1市街地再開発事業（西新宿三井ビルディング）
  - 西新宿六丁目西第3市街地再開発事業（新宿アイタウン）
  - 西新宿六丁目西第6地区第一種市街地再開発事業（新宿セントラルパークシティ、セントラルパークタワー・ラ・トゥール新宿、住友不動産新宿セントラルパークビル）
  - 西新宿六丁目西第7地区（N.Y.T.アトラスタワー西新宿）
  - 西新宿六丁目南地区第一種市街地再開発事業（新宿オークシティ）
  - 西新宿六丁目中央地区市街地再開発事業（新宿国際ビルディング）
  - 西新宿六丁目浄風寺周辺市街地再開発事業（西新宿グリーンハイツ、新宿グリーンタワー）
  - 西新宿八丁目成子地区第一種市街地再開発事業（住友不動産新宿グランドタワー）
  - 北新宿地区第二種市街地再開発事業（新宿フロントスクエア）
- 新宿駅周辺（山手線以東）
  - 新宿三丁目東市街地再開発事業（新宿三丁目イーストビル）
  - 新宿イーストサイドスクエア - 東新宿駅直結、日本テレビゴルフガーデン跡地の再開発
  - 新宿ゴールデン街#地上げと再生 - 地域の再開発を進めるため「歌舞伎町一丁目東地区街づくり協議会」設立
  - 新宿コマ劇場跡地（新宿東宝ビル） - 隣接していた新宿東宝会館を併せた敷地を総合的に再開発
  - 歌舞伎町一丁目地区開発計画 (新宿TOKYU MILANO再開発計画)（東急歌舞伎町タワー）
- 西大久保地区第一種市街地再開発事業（ニュータウンオークボ）
- 西戸山再開発事業（東京グローブ座） - 民間活力導入による国有地再開発
- 西富久地区第一種市街地再開発事業（富久クロス）
- 西早稲田地区再開発事業（西早稲田パークタワー、アス西早稲田ほか）
- 四谷駅前地区第一種市街地再開発事業（CO・MO・RE YOTSUYA）
- 飯田橋地区第一種市街地再開発事業（飯田橋セントラルプラザ、所在地は新宿区神楽河岸にまたがる）
- 関水地区再開発事業（文京区までまたがる）
- 神宮外苑第一種市街地再開発事業（港区にまたがる）
- 高田馬場駅東口地区第一種市街地再開発事業

### 文京区
- 江戸川橋市街地再開発事業
- 江戸川橋第2市街地再開発事業
- 関水地区再開発事業（日火江戸川橋ビル第一）
- 音羽一丁目市街地再開発事業
- 音羽二丁目市街地再開発事業
- 音羽二丁目第2市街地再開発事業
- 関口一丁目市街地再開発事業（住友不動産江戸川橋駅前ビル）
- 小石川柳町市街地再開発事業（エルアージュ小石川）
- 茗荷谷駅前地区第一種市街地再開発事業（アトラスタワー茗荷谷）
- 後楽二丁目東市街地再開発事業（住友不動産飯田橋ファーストビル）
- 後楽二丁目西市街地再開発事業
- 春日・後楽園駅前地区第一種市街地再開発事業（文京ガーデン、パークコート文京小石川 ザ タワー）
- 本郷真砂南地区市街地再開発

### 台東区
- 東上野四・五丁目地区
  - 東上野四丁目A-1地区

### 墨田区
- 白鬚東市街地再開発事業（東白鬚公園など）
- 立花一丁目地区市街地再開発事業（サンタウン立花）
- 押上二丁目地区第一種市街地再開発事業（中之郷アパートメント）
- 錦糸町駅北口市街地再開発事業（アルカタワーズ錦糸町）
- 横川五丁目市街地再開発事業（同潤会柳島アパート建替他）
- 曳舟駅前地区市街地再開発事業（イーストコア曳舟）
- 京成曳舟駅前東第一市街地再開発事業
- 京成曳舟駅前東第二南市街地再開発事業（マークフロントタワー曳舟）
- 京成曳舟駅前東第三地区第一種市街地再開発事業（アトラスタワー曳舟）

### 江東区
- 住吉・毛利地区第一種市街地再開発事業 (AURO)
- 古石場二丁目地区第一種市街地再開発事業（ウエルタワー深川）
- 白河三丁目地区第一種市街地再開発事業（イーストコモンズ清澄白河フロントタワー）
- 白河・三好地区第一種市街地再開発事業（イーストコモンズ清澄白河セントラルタワー・サウスフラッツ・パークフラッツ）
- 豊洲駅前地区第一種市街地再開発事業（豊洲シエルタワー）
- 豊洲二丁目駅前地区第一種市街地再開発事業
- 東雲キャナルコート（東雲一丁目地区）
- 大島五丁目地区第一種市街地再開発事業（セントラルプラザ大島）
- 大島三丁目1番地地区市街地再開発

### 品川区
- 東品川4丁目地区再開発事業（品川シーサイド）
- 大井町駅周辺広町地区開発（OIMACHI TRACKS）
- 大井町駅東口第1地区第一種市街地再開発事業（品川区立総合区民会館）
- 大井町西地区第一種市街地再開発事業（ブリリア大井町ラヴィアンタワー）
- 大井一丁目南第1地区第一種市街地再開発事業（シティタワー大井町）
- 西大井一丁目地区再開発事業（コア・スターレ西大井）
- 西大井駅前南地区再開発事業（Jタワー西大井）
- 大崎駅周辺
  - 大崎駅東口第1地区再開発事業（大崎ニューシティ）
  - 大崎駅東口第2地区再開発事業（ゲートシティ大崎）
  - 大崎駅東口第3地区再開発事業（アートヴィレッジ大崎）
  - 大崎駅東口第4地区再開発事業
  - 大崎駅西口中地区再開発事業（大崎ウエストシティタワーズ）
  - 大崎駅西口南地区第一種市街地再開発事業大崎（ウィズシティ）
  - 大崎西口駅前地区再開発事業
  - 大崎三丁目地区市街地再開発事業
  - 東五反田二丁目第1地区再開発事業（オーバルコート大崎）
  - 東五反田二丁目第2地区第一種市街地再開発事業（東京サザンガーデン）
  - 東五反田二丁目第3地区再開発事業
  - 北品川五丁目第1地区第一種市街地再開発事業（パークシティ大崎）
  - 西品川一丁目地区第一種市街地再開発事業（住友不動産大崎ガーデンタワー）
- 目黒駅前地区第一種市街地再開発事業（ブリリアタワー目黒）
- 戸越五丁目19番地区再開発事業
- 品川浦周辺地区再開発事業

### 目黒区
- 上目黒二丁目地区再開発事業（中目黒ゲートタウン）
- 上目黒一丁目地区再開発事業（ナカメアルカス）
- 大橋地区再開発事業（目黒天空都市、クロスエアタワー・プリズムタワー）
- 自由が丘1-29地区再開発事業

### 大田区
- 西馬込再開発事業・立正大学馬込キャンパス（東京都交通局馬込車両工場跡地）
- 糀谷駅前市街地再開発事業（ステーションツインタワーズ糀谷）
- 京急蒲田西口駅前地区再開発事業（あすとウィズ・プラウドシティ蒲田）
- 羽田空港旧施設跡地の再開発（HANEDA GLOBAL WINGS）

### 世田谷区
- 三軒茶屋・太子堂四丁目地区市街地再開発事業（キャロットタワー）
- 三軒茶屋二丁目地区再開発事業
- 野沢四丁目市街地再開発事業（ヴィルヌーヴタワー駒沢）
- 祖師谷大蔵駅南地区市街地再開発事業（プラッツ砧）
- 芦花公園駅]南口II街区第一種市街地再開発事業（ブリッサ芦花公園、ROKA TERRAZZA）
- 二子玉川東地区第一種市街地再開発事業・二子玉川東第二地区第一種市街地再開発事業（二子玉川ライズ）

### 渋谷区
- 渋谷駅周辺（渋谷再開発）
  - 渋谷マークシティ（上野検車区渋谷分室#渋谷地区再開発事業 渋谷駅周辺再開発事業）
  - 渋谷ヒカリエ（東急文化会館跡地再開発ビル）
  - 宇田川町14・15番地区市街地再開発事業（渋谷パルコ）
  - 道玄坂一丁目駅前地区第一種市街地再開発事業（渋谷フクラス）
  - 渋谷駅桜丘口地区第一種市街地再開発事業（Shibuya Sakura Stage）
  - 渋谷二丁目17地区第一種市街地再開発事業（渋谷アクシュ）
  - 宮益坂地区再開発
  - 渋谷二丁目西地区第一種市街地再開発事業（Shibuya REGENERATION Project（仮称））
- 新宿駅周辺（千駄ヶ谷地区）
  - タカシマヤタイムズスクエア
  - バスタ新宿（高速バスターミナル）
  - JR新宿ミライナタワー（所在地は新宿区にまたがる）
  - 千駄ヶ谷五丁目北地区第一種市街地再開発事業
- 恵比寿ガーデンプレイス
- 代官山地区再開発事業（代官山アドレス）
- 神宮前四丁目地区再開発事業（表参道ヒルズ）
- 神宮前六丁目地区第一種市街地再開発事業

### 中野区
- 中野駅周辺
  - 中野四季の都市（警察大学校跡地）
  - 中野ツインマークタワー
  - 中野区役所・中野サンプラザ地区再開発
  - 中野二丁目地区第一種市街地再開発事業
  - 中野四丁目東市街地再開発事業（なかのサンクォーレ）
- 日本閣再整備プロジェクト（ユニゾンスクエア）
- 野方五丁目市街地再開発事業（野方WIZ）
- 中野坂上駅周辺
  - 中野坂上本町二丁目市街地再開発事業（中野坂上サンブライトツイン）
  - 中野坂上本町一丁目市街地再開発事業（ハーモニースクエア）
  - 中野坂上中央一丁目西市街地再開発事業（アクロスシティ中野坂上）
- 囲町東地区第一種市街地再開発事業（中野四季の都市）
- 囲町東地区第一種市街地再開発事業（パークシティ中野）

### 杉並区
- 荻窪駅北口市街地再開発事業（荻窪タウンセブン）

### 豊島区
- サンシャインシティ
- 池袋駅周辺 - 東口を中心に再開発事業が複数進行。西口では3棟の超高層ビルを建設する計画がある。
  - 池袋駅西口地区市街地再開発事業
- 東池袋四丁目市街地再開発事業（ライズアリーナビル、あうるすぽっと、エアライズタワー）
- 東池袋四丁目第2地区第一種市街地再開発（アウルタワー）
- 東池袋五丁目地区市街地再開発事業（プラウドタワー東池袋）
- 東池袋四丁目2番街区地区市街地再開発
- 南池袋二丁目A市街地再開発事業（としまエコミューゼタウン）
- 南池袋二丁目B地区市街地再開発事業
- 南池袋二丁目C地区市街地再開発事業
- 豊島区役所跡地再開発

### 北区
- 赤羽駅西口市街地再開発事業（パルロード赤羽）
- 赤羽北市街地再開発事業（アクトピア）
- 赤羽一丁目第一地区市街地再開発事業
- 十条駅西口地区市街地再開発事業（J& TERRACE）

### 荒川区
- 白髭西地区市街地再開発事業（汐入公園など）
- 町屋駅周辺
  - 町屋駅前西地区再開発（ウエストヒル町屋）
  - 町屋駅前東地区再開発（イーストヒル町屋）
  - 町屋駅前南地区再開発 （マークスタワー）
  - 町屋駅前中央地区再開発事業（町屋駅センターまちや）
  - 町屋駅前中央第二地区再開発（町屋ニュートーキョービル）
- 南千住駅周辺
  - 南千住駅前センター工区W地区（LaLaテラス南千住、南千住#再開発）
  - 南千住西口駅前地区再開発（ブランズタワー南千住）
- 三河島駅周辺
  - 三河島駅前南地区第一種市街地再開発事業（アトラスブランズタワー三河島）
  - 三河島駅前北地区市街地再開発事業
- 西日暮里駅周辺
  - 西日暮里前地区市街地再開発
  - ひぐらしの里西地区再開発
  - ひぐらしの里北地区再開発
  - ひぐらしの里中央地区再開発（ステーションガーデンタワー）
- 東日暮里五丁目地区再開発（リーデンスタワー）

### 板橋区
- 成増駅周辺
  - 成増駅北口市街地再開発事業（ACT成増）
  - 成増駅北口第2地区第1種市街地再開発事業（アリエス成増）
- 浮間舟渡駅前市街地再開発事業（アイ・タワー）
- 上板橋駅南口駅前市街地再開発事業
- 板橋駅西口地区第一種市街地再開発事業
- 大山町ピッコロ・スクエア周辺地区市街地再開発事業
- 大山町クロスポイント周辺地区市街地再開発事業

### 練馬区
- 光が丘団地（旧成増飛行場→グラントハイツ）
- 大泉学園駅周辺
  - 大泉学園駅前地区再開発事業（ゆめりあ）
  - 大泉学園駅北口地区第一種市街地再開発事業（プラウドタワー大泉学園）
- 石神井公園駅周辺
  - 石神井公園駅北口再開発事業
  - 石神井公園駅南口西地区再開発
- 練馬春日町駅西市街地再開発事業（エリム春日町パークタワー）

### 足立区
- 綾瀬一丁目市街地再開発事業（綾瀬プルミエ）
- 北千住駅西口再開発事業（千住ミルディス・アトラスタワー北千住）
- 竹ノ塚駅西口南市街地再開発事業（エミエルタワー竹の塚）
- 西新井ヌーヴェル
- 千住一丁目地区第一種市街地再開発事業（千住ザ・タワー）

### 葛飾区
- 亀有駅南口市街地再開発事業（リリオ）
- 金町駅周辺
  - 金町六丁目地区第一種市街地再開発事業（ヴィナシス金町）
  - 金町六丁目駅前地区第一種市街地再開発事業（ベルトーレ金町）
  - 東金町一丁目西地区第一種市街地再開発事業（クロス金町）
- 京成立石駅周辺
  - 立石駅北口地区第一種市街地再開発事業
  - 立石駅南口東地区第一種市街地再開発事業
  - 立石駅南口西地区第一種市街地再開発事業

### 江戸川区
- 亀戸・大島・小松川地区市街地再開発事業（大島・小松川公園）
- 篠崎駅西口再開発ビル（篠崎ツインプレイス）
- JR小岩駅周辺
  - 南小岩七丁目西地区第一種市街地再開発事業（アルファグランデ小岩スカイファースト）
  - 南小岩六丁目地区市街地再開発事業（ファスタ小岩）
  - JR小岩駅北口地区市街地再開発事業
- 平井駅北口再開発事業

## 東京市部

### 立川市
- 立川基地跡地関連地区第一種市街地再開発事業（ファーレ立川・シネマシティ）
- 立川駅南口第一地区第一種市街地再開発事業（グランデュオ）
- 立川駅北口西地区第一種市街地再開発事業（立川タクロス・プラウドタワー立川）

### 国分寺市
- 西国分寺駅南口市街地再開発事業（にしこくマイン）
- 西国分寺駅東市街地再開発事業（西国分寺ライフタワー）
- 国分寺駅北口市街地再開発事業（シティタワー国分寺ザ・ツイン）

### 小金井市
- 武蔵小金井駅周辺
- 武蔵小金井駅南口再開発事業（nonowa武蔵小金井、イトーヨーカドー武蔵小金井店プラウドタワー武蔵小金井）
- 武蔵小金井駅北口再開発事業
- 東小金井駅北口土地区画整理事業

### 小平市
- 小平駅北口地区再開発事業
- 小川駅西口地区再開発事業

### 三鷹市
- 三鷹駅南口（北口は武蔵野市）
- 三鷹駅南口地区市街地再開発事業（三鷹コラル、ネオシティ三鷹、アトレヴィ三鷹）
- 三鷹駅南口西側中央地区再開発事業

### 武蔵野市
- 吉祥寺駅周辺
  - 吉祥寺駅北口再開発事業（吉祥寺ダイヤ街）
  - 伊勢丹吉祥寺店→コピス吉祥寺
  - 近鉄百貨店吉祥寺店→ヨドバシカメラマルチメディア吉祥寺
  - キラリナ京王吉祥寺（旧ターミナルエコービル）
- 武蔵境駅北口地区第一種再開発事業（スイングビル）

### 府中市
- 府中駅南口市街地再開発事業計画
  - 伊勢丹府中店→ミッテン府中、フォーリス、くるる、武蔵府中ル・シーニュ
- 中河原駅北口市街地再開発事業（ステーザ府中中河原、核店舗はライフ）

### 調布市
- 国領駅北口再開発事業（ココスクエア調布、グランタワー調布国領ル・パサージュ）
- 布田駅前再開発事業 - 京王線連続立体交差事業に伴い、3駅で一体的に再開発事業を実施。
- 調布駅周辺 - 駅地下化に伴いトリエ京王調布が建設された。
  - 調布駅南第1市街地再開発事業
  - 調布駅北第1市街地再開発事業
  - 調布駅南口東地区第一種市街地再開発事業
- 京王多摩川駅周辺 - 京王フローラルガーデンANGE跡地を含めた駅前一帯で再開発事業を計画。

### 町田市
- 町田駅周辺
  - 原町田再開発事業
  - 原町田一丁目地区再開発事業
  - 原町田三丁目再開発事業
  - 原町田四丁目再開発事業（東急ドエルサウスフロントタワー町田ウイング）
  - 原町田六丁目再開発事業

### 西東京市
- 田無駅周辺
  - 田無駅北口地区再開発事業（西武田無ステーションビル）
  - 田無駅北口再開発事業（アスタビル）
- ひばりヶ丘駅周辺
  - ひばりヶ丘駅南口地区再開発事業（アリエビル、ひばりが丘パルコ）
  - ひばりヶ丘駅北口地区再開発事業 - 北口にバスロータリーを整備。ひばりヶ丘駅、ひばりヶ丘駅#バス路線を参照。
- 保谷駅南口地区再開発事業（ソレイユ保谷・ステア）

### 狛江市
- 狛江駅周辺
  - 狛江駅北口第1地区再開発事業（エコルマIビル）
  - 狛江駅北口第2地区再開発事業（イトーピア狛江エコルマ2）
- 和泉多摩川駅周辺 - 小田急小田原線高架化に伴い、狛江駅と一体的に再開発事業を実施。

### 清瀬市
- 清瀬駅北口再開発事業（クレア）

### 東村山市
- 東村山駅西口再開発事業（パークハウスワンズタワー）

### 多摩市
- 聖蹟桜ヶ丘駅南地区市街地再開発事業（ヴィータコミューネ、核店舗は聖蹟桜ヶ丘OPA）

### 八王子市
- 八王子駅周辺
  - 八王子駅北口地区市街地再開発事業（八王子東急スクエア→八王子オクトーレ）
  - 八王子駅南口地区市街地再開発事業（サザンスカイタワー八王子）
- 八日町第2市街地再開発事業（ビュータワー八王子）

### 青梅市
- 東青梅駅南口市街地再開発事業（東青梅センタービル）
- 河辺駅北口再開発事業（河辺タウンビル、キーテナントは河辺とうきゅう→イオンスタイル河辺）